# 二人だけのデート
「二人だけのデート」（I Only Want to Be with You、独語：Auf Dich Nur Wart' Ich Immerzu）は、マイク・ホーカー (Mike Hawker)とイヴォール・レイモンド (Ivor Raymonde)が作詞作曲し、ダスティ・スプリングフィールドが1963年に発表した楽曲。スプリングフィールドのソロ・デビュー・シングルでもある。

## 概要
ダスティ・スプリングフィールドの1963年に発表されたソロ・デビュー曲にして代表曲である。その後多くのアーティストによってカヴァーされ、スプリングフィールド自身も64年にドイツ語版もカヴァーした。
ベイ・シティ・ローラーズのカバーが世界的なリバイバル・ヒットとなり、特にイギリスと日本で大ヒットした。そのカバーはTBSテレビ『はなまるマーケット』のオープニングテーマ曲としても知られている。

## カヴァーしたアーティスト
- ドナ・リン - 1964年のアルバム『Java Jones & My Boyfriend Got a Beatle Haircut』に収録。
- ベイ・シティ・ローラーズ(1976年）
- ピンク・レディー - 「ペッパー警部(アルバム)」収録(1977年）
- ザ・ツーリスツ(1979年）
- ニコレット・ラーソン - 1982年のアルバム『All Dressed Up and No Place to Go』に収録。
- ルイス・ミゲル（1987年）
- サマンサ・フォックス- 1988年のアルバム「I Wanna Have Some Fun」に収録。
- ブリジット・ウィルソン（1994年）- 読売テレビ・日本テレビ系『鶴瓶・上岡パペポTV』のオープニングテーマに起用された。
- ハッスル3（山元竜一、熊木翔、竪山隼太） - 『天才てれびくんワイド』の音楽コーナーミュージックてれびくん（MTK）で歌った。この曲を原曲とし、タケカワユキヒデが訳詞、編曲を担当した。曲名は「君のそばにいたい I only wanna be with you」。(2001年）
- Tommy february6 - シングル「L・O・V・E・L・Y 〜夢見るLOVELY BOY〜」のカップリング。『はなまるマーケット』では2004年4月から2013年12月までこちらのバージョンが使われていた。(2004年）
- ヴォルビート（2004年）
- 7Flowers (七朵花) - 2005年のアルバム『7朵花專輯』に収録。中国語の歌詞。
- 鈴木祥子 - 2021年11月発売予定のアルバム『My Eternal Songs〜BEARFOREST COVER BOOK vol.1』に収録[2]。